# 霍赫施翁山
47°24′26″N 14°20′20″E / 47.40722°N 14.33889°E

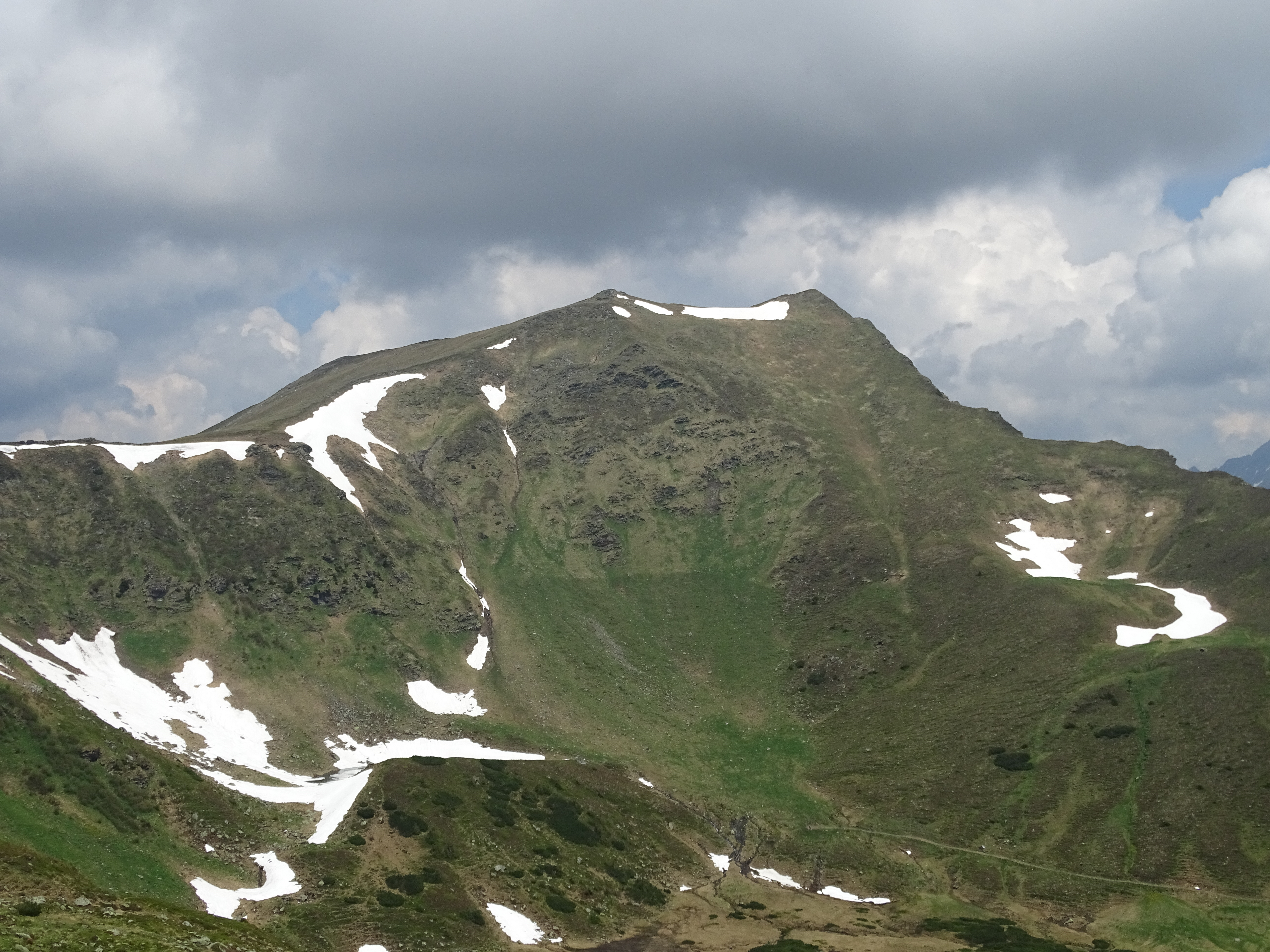

霍赫施翁山（德語：Hochschwung），是奧地利的山峰，位於該國東南部，由施泰爾馬克州負責管轄，屬於羅滕曼及韋爾茨陶恩山脈的一部分，海拔高度2,196米。